# Голочевка (Чаусский район)
Голоче́вка (бел. Галачо́ўка) — деревня в составе Осиновского сельсовета Чаусского района Могилёвской области Республики Беларусь.

## Население
- 2010 год — 43 человека